# Chapelle de Laubenheim
La chapelle de Laubenheim ou chapelle du Kloesterle est un monument historique situé à Mollkirch, dans le département français du Bas-Rhin. Elle a été construite au XIIe siècle.

## Localisation
Ce bâtiment est situé à Laubenheim, dans la commune de Mollkirch.

## Historique
La chapelle est fondée au début des années 1130 par la famille d’Eguisheim Dabo, puis consacrée en 1135 sous le règne du comte Bruno Petit. Elle est alors dédiée à la Vierge, ainsi qu’aux saint Barthélémy, Laurent, Georges, Rémy et à sainte Euphémie. Dès 1137 elle est transmise à l’abbaye de Lure, qui l’intègre dans un prieuré. L’édifice est restauré en 1485 par un architecte dont ne sont connues que les initiales J.W. tandis qu’un logis prieural est érigé en parallèle à proximité. Lorsque la région passe à la Réforme au début du XVIe siècle, le prieuré disparaît, puis les bâtiments entrent en possession en 1558 de l’abbaye de Murbach, qui en fait une chapellenie. Ce rachat est probablement en lien avec l’existence d’un pèlerinage et d’un marché annuel à cet endroit au milieu du XVIe siècle.
Le logis est reconstruit en 1603, puis la chapelle est rachetée par l’évêque de Strasbourg et donnée aux Jésuites en 1616. Ceux-ci font d’importants travaux sur le site vers 1720, la chapelle étant en grande partie reconstruite, de même que le logis et les dépendances. Après l’expulsion des Jésuites de France en 1763, la chapellenie redevient la propriété de l’évêché de Strasbourg en 1765. Après la Révolution, la plupart des bâtiments sont vendus à des propriétaires privés, tandis que la chapelle est rattachée à la paroisse de Mollkirch nouvellement créée en 1802. La chapelle est restaurée en 1965, mais la plupart des autres bâtiments du prieuré, à l’exception du logis, ont disparu au cours des XIXe et XXe siècles, la grange dîmière ayant notamment été détruite vers 1950. L'intégralité de la chapelle ainsi que les vestiges archéologiques pouvant se trouver dans le sol de la parcelle sont inscrits au titre des monuments historiques depuis le 18 mars 2014. Cet arrêté remplace une inscription antérieure du 28 juillet 1937, qui ne couvrait que les éléments médiévaux encastrés dans les murs de la chapelle.

## Architecture

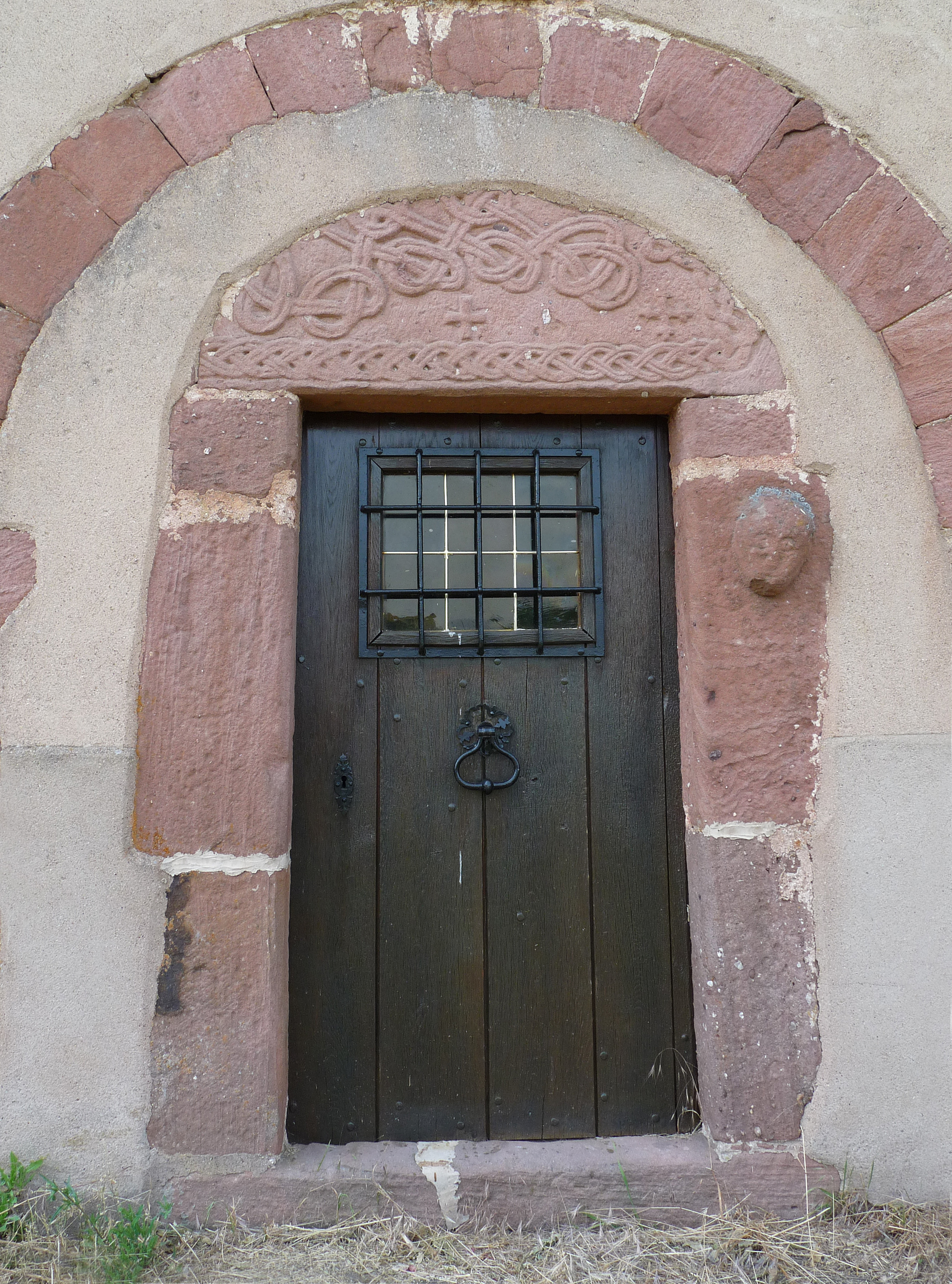
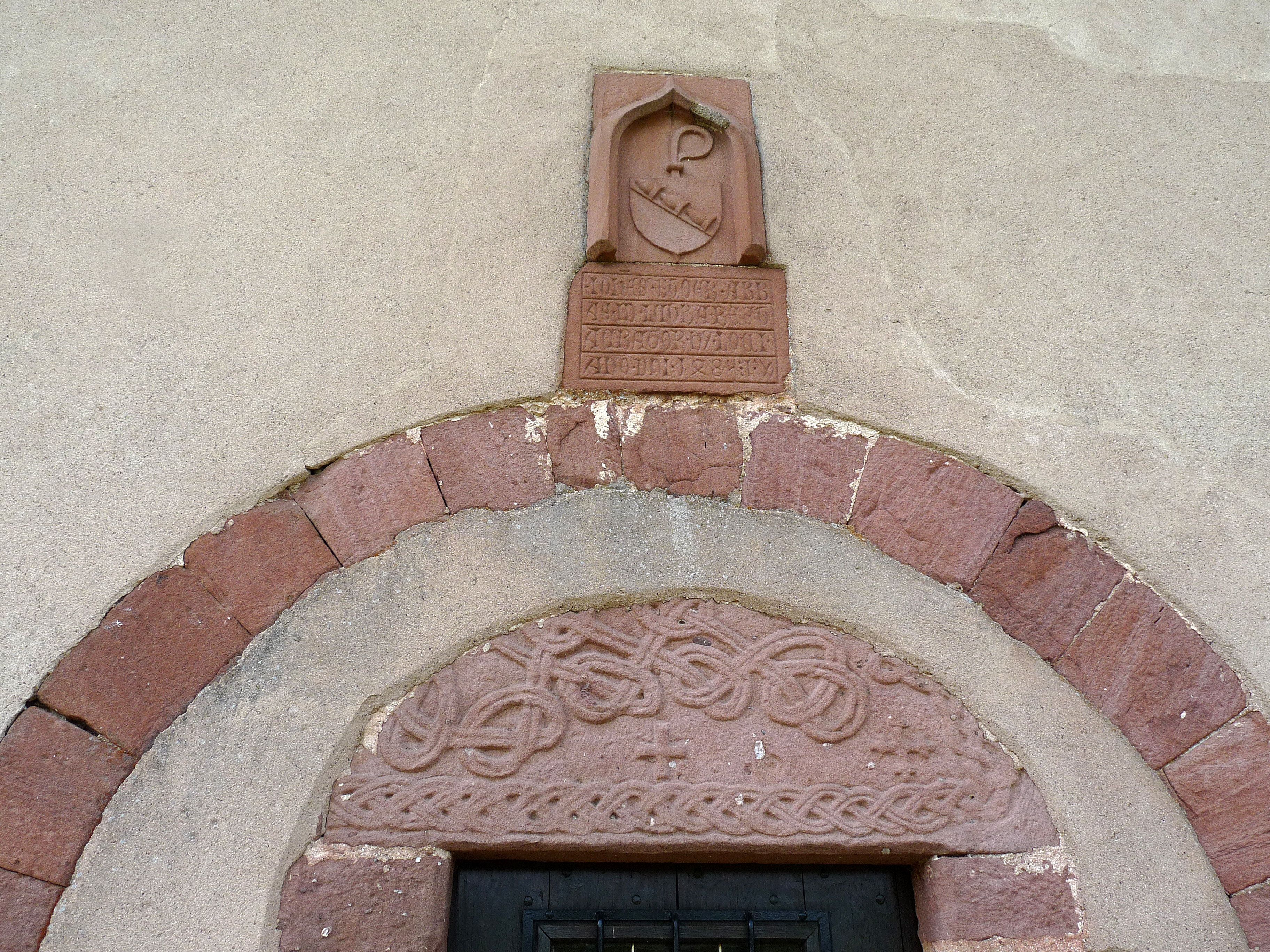
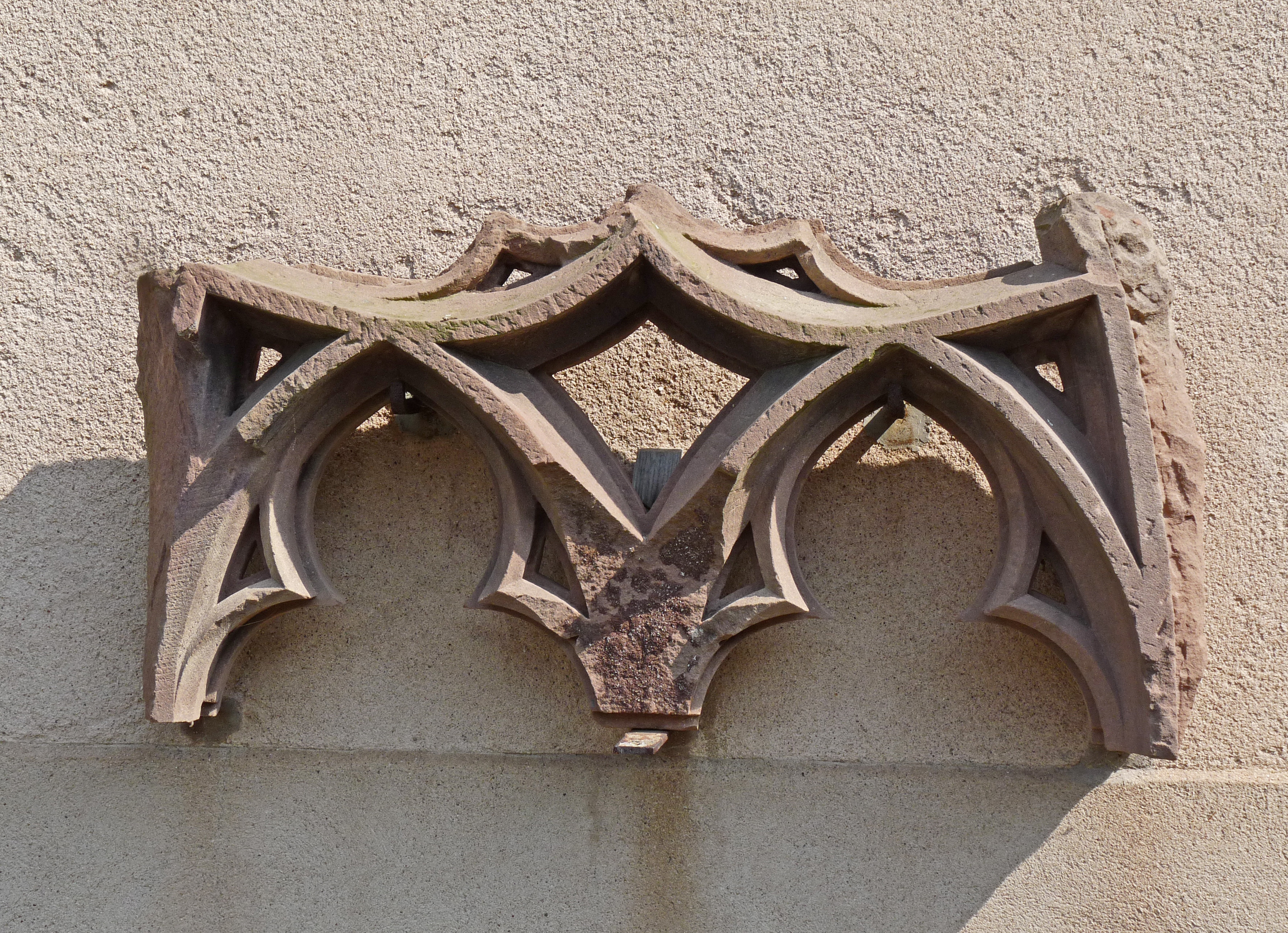